# Olivia Smoliga
Olivia Michelle Smoliga (Glenview, 12 de octubre de 1994) es una deportista estadounidense que compite en natación, especialista en el estilo espalda.
Participó en dos Juegos Olímpicos de Verano, en los años Río de Janeiro y 2020, obteniendo una medalla de oro en Río de Janeiro 2016, en la prueba de 4 × 100 m estilos.
Ganó tres medallas en el Campeonato Mundial de Natación, en los años 2019 y 2023, y nueve medallas en el Campeonato Mundial de Natación en Piscina Corta, en los años 2012 y 2018.
En el Campeonato Mundial de Natación en Piscina Corta de 2018 estableció un nuevo récord Guinness como la nadadora con más medallas de oro ganadas en un Campeonato Mundial de Natación (ocho oros).

## Palmarés internacional
| Juegos Olímpicos                    | Juegos Olímpicos        | Juegos Olímpicos  | Juegos Olímpicos       |
| Año                                 | Lugar                   | Medalla           | Prueba                 |
| ----------------------------------- | ----------------------- | ----------------- | ---------------------- |
| 2016                                | Río de Janeiro (Brasil) | Medalla de oro    | 4 × 100 m estilos      |
| 2020                                | Tokio (Japón)           | Medalla de bronce | 4 × 100 m libre        |
| Campeonato Mundial                  |                         |                   |                        |
| Año                                 | Lugar                   | Medalla           | Prueba                 |
| 2017                                | Budapest (Hungría)      | Medalla de oro    | 4 × 100 m libre        |
| 2017                                | Budapest (Hungría)      | Medalla de oro    | 4 × 100 m estilos      |
| 2019                                | Gwangju (Corea del Sur) | Medalla de oro    | 50 m espalda           |
| 2019                                | Gwangju (Corea del Sur) | Medalla de oro    | 4 × 100 m estilos      |
| 2019                                | Gwangju (Corea del Sur) | Medalla de bronce | 100 m espalda          |
| 2023                                | Fukuoka (Japón)         | Medalla de plata  | 4 × 100 m libre        |
| 2023                                | Fukuoka (Japón)         | Medalla de plata  | 4 × 100 m libre mixto  |
| Campeonato Mundial en Piscina Corta |                         |                   |                        |
| Año                                 | Lugar                   | Medalla           | Prueba                 |
| 2012                                | Estambul (Turquía)      | Medalla de oro    | 100 m espalda          |
| 2012                                | Estambul (Turquía)      | Medalla de oro    | 4 × 100 m libre        |
| 2012                                | Estambul (Turquía)      | Medalla de plata  | 50 m espalda           |
| 2012                                | Estambul (Turquía)      | Medalla de bronce | 4 × 100 m estilos      |
| 2018                                | Hangzhou (China)        | Medalla de oro    | 50 m espalda           |
| 2018                                | Hangzhou (China)        | Medalla de oro    | 100 m espalda          |
| 2018                                | Hangzhou (China)        | Medalla de oro    | 4 × 50 m libre         |
| 2018                                | Hangzhou (China)        | Medalla de oro    | 4 × 100 m libre        |
| 2018                                | Hangzhou (China)        | Medalla de oro    | 4 × 50 m estilos       |
| 2018                                | Hangzhou (China)        | Medalla de oro    | 4 × 100 m estilos      |
| 2018                                | Hangzhou (China)        | Medalla de oro    | 4 × 50 m libre mixto   |
| 2018                                | Hangzhou (China)        | Medalla de oro    | 4 × 50 m estilos mixto |